# Timàlia caragolet d'Oates
La timàlia caragolet d'Oates (Spelaeornis oatesi) és un ocell de la família dels timàlids (Timaliidae).

## Hàbitat i distribució
Viu entre la malesa del bosc, del sud-est d'Assam i oest de Myanmar